# Dobos Károly (lelkész)
Dobos Károly (Szolnok, 1902. december 8. – Budapest, 2004. január 16.) magyar református lelkész, a magyarországi lepramisszió megalapítója, Világ Igaza.

## Élete
Édesapja a MÁV Gépgyár szolnoki üzemében dolgozott, Károly másodikként született az egyébként nyolcgyermekes családban. A szolnoki állami főgimnáziumban (ma: Verseghy Ferenc Gimnázium) 1921-ben jelesre érettségizett, majd a Budapesti Református Teológiai Akadémiára jelentkezett. Visszaemlékezése szerint a debreceni Mezőgazdasági Főiskolára is beadta jelentkezését, mert vagy gazdatiszt, vagy református lelkész akart lenni, ám Debrecenbe elsősorban földbirtokosok gyermekeit vették fel, így az ő jelentkezését elutasították. Az angol nyelv elsajátítását már a gimnáziumban elkezdte, majd a teológián is folytatta a nyelvtanulást. 1923-ban az akadémiára érkezett egy amerikai teológiatanár, aki felajánlotta, hogy azok közül, akik legalább egy kicsit beszélnek angolul, két hallgatót ösztöndíjjal magával vinne Dayton városába (Ohio). Az egyik ösztöndíjas Töltéssy Zoltán lett, a másik Dobos Károly.
Az Amerikai Egyesült Államokban 1927-ig maradt. Két évet a daytoni teológián tanult, egyet az oregoni Portlandben található Western Seminaryn, egyet pedig a pittsburghi United Presbiterian Seminaryn (ma: Pittsburgh Theological Seminary), ahol Master of Theology fokozatot szerzett. Gyülekezeti szolgálatot vállalt több amerikai város egyházában, nyaranta pedig dolgoznia kellett, mivel az ösztöndíj csak az egyetemi tanulmányok hónapjaira szólt. Bár marasztalták, a clevelandi gyülekezet pedig lelkésznek hívta, mégis visszautazott Magyarországra. Hazatértét követően a Keresztény Ifjúsági Egyesület (KIE) utazótitkára lett: ifjúsági evangelizációval, nyári konferenciák, táborok szervezésével foglalkozott. Ennek során ismerkedett meg Ágoston Sándor református püspök lányával, Ágoston Ilonával, akivel 1929-ben összeházasodtak. A KIE-ben 1937 végéig dolgozott, a következő évben a Budapest-Fasori gyülekezet másodlelkészének választották, ahol Szabó Imre esperes mellett dolgozott.
A Városligeti fasorban található lelkészlak a második világháború végén, 1944-től menekültek búvóhelyévé vált: zsidókat, lengyel és holland katonatiszteket rejtett a szolgálati lakás, ami nem kevés kockázatot jelentett rá és a családjára nézve. Ezért 1994-ben megkapta a Világ Igaza elismerést a Jad Vasem központtól. A világháború utáni időszakban az evangelizációs tevékenység egyre több akadályba ütközött. 1948-ban Dobos még elutazhatott Edinburghbe, majd Londonba, ahol rövid tartózkodáa alatt alapítóként adta a nevét az azóta is működő Angliai Magyar Református Egyház létrehozásához 1952-ben azonban meghurcolták, koholt vádak alapján elmozdították a fasori gyülekezetből előbb Szabó Imrét, majd Dobost is. Tizenkét éven át Szankon szolgált lelkészként, hozzá tartozott Móricgát, Kiskunmajsa, Jászszentlászló, és Kömpöc is. Móricgáton kezdeményezésére és szervezőkészségének köszönhetően templom is épült 1957-ben. 1964-ben az enyhülés időszakában kerülhetett vissza Budapestre, ahol a pesthidegkúti gyülekezet hívta meg lelkésznek, és ekként hozzá tartozott a Nagykovácsiban élők lelkigondozása is. 1978-ban vonult nyugdíjba.

### A lepramissziós szolgálat
1974-ben egy véletlen folytán jutott el hozzá a hír, hogy külföldi lepramissziósok Magyarországon is keresnek segítőket. Maga a leprabetegség régóta gyógyítható, kialakulásához azonban jelentős mértékben hozzájárul a nyomor, a betegek pedig a társadalom kirekesztettjévé válnak, így a gondozás messze túlmutat az egészségügyi ellátáson, gyakorta szociális, oktatási, társadalmi kérdés is, a segítségnyújtás ennek megfelelően gyakorta az anyagi háttéren múlik. 1974-et tekintik a magyarországi lepramisszió megalakulása évének. Kezdetben csak szerény keretek között, voltaképpen egyszemélyes szervezőmunkaként zajlott az adománygyűjtés. Az 1970-es években Magyarországán nem lehetett jelentős pénzbeli támogatásra számítani, de Dobos rájött, hogy az asszonyok szívesen kötnek pamutfonalból sebkötöző fáslikat, ezért ehhez kért segítséget, az elkészült kötözőanyagot pedig postán küldték el harmadik világbeli leprakórházaknak. Hamar ökumenikussá vált a református lelkész kezdeményezése: evangélikus és baptista imaközösségek is csatlakoztak a misszióhoz. A fáslik után lepedőket is küldtek például Burmába. Mivel néhány küldeményük nem ért célt, ezért kialakult az a gyakorlat, hogy csak oda küldenek természetbeli segítséget, ahol azt vámmentesen érkeztetik és kapnak visszajelzést az átvételről. A misszió tehát nem helyszíni betegellátást jelent, hanem adománygyűjtést, szervezést, és az adományok helyszínre juttatását. A kezdeti fásliküldést az 1980-as évek végén a pénzbeli adományozás váltotta fel, kezdetben évi 5 ezer dollárt tudtak küldeni. Dobos Károly 1978-as nyugdíjbavonulásától tényleges vezetője lett a missziónak, mely tisztséget száz éves koráig töltötte be. 2002-ben a Nemzetközi Lepramisszió (The Leprosy Mission International) hivatalosan is tagjává fogadta a magyar szervezetet. A világon mindössze 31 országban működik ilyen misszió, Kelet-Európában egyedül Magyarországon.

## Családja
Unokája, Dobos Ágoston szintén református lelkész lett. Unokaöccse Dobos Attila, zeneszerző

## Emlékezete
A Magyarországi Református Egyház 2007-ben Dobos Károlyról elnevezett díjat alapított legalább húsz éve szolgáló lelkészek munkájának elismerésére. 2013-ban a Nagykovácsi református templom előtti teret,  Szolnokon pedig egy utcát neveztek el róla.